# Oscar Alberto Sánchez
Oscar Sánchez (Bahía Blanca, Buenos Aires, 17 de noviembre de 1958) es un entrenador de baloncesto argentino. Actualmente se destaca por toda latinoamericana brindando campus de perfeccionamiento acompañado de su hijo el prestigioso entrenador de básquet Mariano Sanchez.

## Carrera

### Inicios
Sánchez comenzó dirigiendo a El Nacional de Bahía Blanca en 1978. En 1979 ascendió a la Primera División de Bahía Blanca con Bahiense del Norte. Fue el entrenador de Napostá en 1980. Tuvo su segundo ascenso cuando fue campeón con Villa Mitre en 1981. En 1982 Fue campeón con Bahiense y Provincial con Estudiantes (BB). Luego dirigió a Villa Mitre en 1983 y Pacifico en 1984.

### Liga Nacional de Básquet
Dio sus primeros pasos en la máxima categoría Argentina dirigiendo a Estudiantes (BB) entre 1985 y 1987. Fue el entrenador de Quilmes (MDQ) entre 1988 y 1994 donde fue campeón de la Liga Nacional "C" en 1988 y campeón de la Liga Nacional "B" 1990-91. Fue el entrenador de Andino (LR) entre 1994 y 1996 donde consiguió un tercer puesto en la temporada 1995-96. Retornó nuevamente a Quilmes en 1996. Descendió de la máxima categoría nacional en la temporada 1997-98 para volver rápidamente luego de proclamarse campeón del Torneo Nacional de Ascenso 1998-99. Se proclamó campeón con Atenas en la temporada 2002-03, obteniendo su único título de la Liga Nacional de Básquet. Entre 2003 y 2005 dirigió a Conarpesa de Puerto Madryn en el TNA. En 2005 y 2006 entrenó a Deportivo Madryn. Tuvo su tercer paso en Quilmes entre 2006 y 2008. Dirigió a Boca Juniors entre 2008 y 2009. Fue subcampeón en su segundo paso con Atenas en la temporada 2009-10. Volvió a Boca para dirigir entre 2010 y 2012. En 2012 y 2013 entrenó a Libertad (S). Regresó por cuarta vez a Quilmes donde se retiró como entrenador luego de dirigirlo en la temporada 2013-14.

### Campus
Desde el año 1988 realiza anualmente un campus donde le enseña a chicos de entre 8 y 19 años. El campus dura una semana y el entrenamiento dura 6 horas diarias.

## Trayectoria
| Club               | País      | Año         |
| ------------------ | --------- | ----------- |
| El Nacional (BB)   | Argentina | 1978        |
| Bahiense del Norte | Argentina | 1979        |
| Napostá            | Argentina | 1980        |
| Villa Mitre        | Argentina | 1981        |
| Estudiantes (BB)   | Argentina | 1982        |
| Villa Mitre        | Argentina | 1983        |
| Pacifico           | Argentina | 1984        |
| Estudiantes (BB)   | Argentina | 1985 - 1987 |
| Quilmes (MDQ)      | Argentina | 1987 - 1994 |
| Andino             | Argentina | 1994 - 1996 |
| Quilmes (MDQ)      | Argentina | 1996 - 1997 |
| Deportivo Roca     | Argentina | 1997 - 1998 |
| Quilmes (MDQ)      | Argentina | 1998 - 2002 |
| Atenas             | Argentina | 2002 - 2003 |
| Conarpesa          | Argentina | 2003 - 2005 |
| Deportivo Madryn   | Argentina | 2005 - 2006 |
| Quilmes (MDQ)      | Argentina | 2006 - 2008 |
| Boca Juniors       | Argentina | 2008        |
| Atenas             | Argentina | 2009 - 2010 |
| Boca Juniors       | Argentina | 2010 - 2012 |
| Libertad (S)       | Argentina | 2012 - 2013 |
| Quimsa             | Argentina | 2013 - 2014 |

- Referencias:[3][5]

## Palmarés
| Título                     | Club               | País      | Temporada   |
| -------------------------- | ------------------ | --------- | ----------- |
| Segunda División Bahiense  | Bahiense del Norte | Argentina | 1979        |
| Segunda División Bahiense  | Villa Mitre        | Argentina | 1981        |
| Primera División Bahiense  | Estudiantes (BB)   | Argentina | 1982        |
| Torneo Nacional de Ascenso | Quilmes (MDQ)      | Argentina | 1990 - 1991 |
| Torneo Nacional de Ascenso | Quilmes (MDQ)      | Argentina | 1998-99     |
| Liga Nacional de Básquet   | Atenas             | Argentina | 2002-03     |

## Estadísticas
Es el segundo entrenador con más partidos dirigidos en la Liga Nacional de Básquet, el tercero con más partidos ganados y el que más temporadas dirigió.
| PD  | PG  | PP  | Temp |
| --- | --- | --- | ---- |
| 959 | 498 | 469 | 22   |

Fuente: Basquetplus septiembre.